# Anders Markstedt
Anders Markstedt, även Anders Larsson Markstedt, född 1746 i Kusmark i Skellefteå socken, död 1808, var en svensk gruvfogde.

## Biografi
Markstedt föddes i Kusmark (Kusmark 4) som son till Lars Persson (f. 1702, d. 1763) och Karin Persdotter (f. 1704, d. 1794). 
Markstedt arbetade kring 1775 som gruvfogde vid Gustafsfält silvergruva i Nasafjällsområdet. I slutet av 1700- och början av 1800-talen var han involverad i många industriprojekt. Som exempel kan nämnas att han ägde en sjättedel av Ytterstfors såg och lika mycket i Tväråns såg. Vidare var han även delägare i Bondhammars järnverk, Moröns silverfyndighet, kalkbruket i Häbbersfors, Holmfors såg och något som kan vara bolagets brädpråmar.
Han gifte sig 1793 med Katarina Jönsdotter (f. 1768, d. 1810) och paret försökte anlägga ett nybygge i Högdal 1780, men detta godkändes inte. År 1784 köpte paret hemmanet Storkåge 2 och året därpå föddes parets första barn, Katarina. Inom äktenskapet föddes ytterligare två barn: Maria (f. 1796) och Britta (f. 1801).